# Sinovas
Sinovas es una localidad en la provincia de Burgos, partido judicial de Aranda, comunidad de Castilla y León (España). Está situado en la comarca Ribera del Duero y en la actualidad forma parte del municipio de Aranda de Duero.

## Historia
La aparición de Sinovas tal y como se conoce a día de hoy a esta localidad, data de 1230, cuando los vecinos de Aranda de Duero y Gumiel de Izán se reunieron para delimitar el término que ocuparía Sinovas, a cuyos vecinos se les otorgaron distintas suertes del monte de Gumiel.
En 1471, ya aparece el término de Sinovas en alusión a su iglesia de San Nicolás dentro de los lugares y aldeas de la jurisdicción de Aranda.
Así se describe a Sinovas en el tomo XIV del Diccionario geográfico-estadístico-histórico de España y sus posesiones de Ultramar, obra impulsada por Pascual Madoz a mediados del siglo XIX:

Lugar considerado como barrio o arrabal de Aranda de Duero, perteneciente a su partido judicial y ayuntamiento, en la provincia, audiencia territorial, capitanía general de Burgos, diócesis de Osma. Situado en un llano a ¾ de hora de Aranda, disfrutando del mismo clima, afecciones atmosféricas y accidentes del terreno. Tiene 40 casas, escuela de instrucción primaria; una iglesia parroquial (San Nicolás) servida por un cura párroco y un sacristán. El término es muy corto, y confina por N, S y O con Aranda, y al E con Villanueva. El terreno y producciones (V. Aranda). Población: 30 vecinos, 112 almas. Contribución: con Aranda.
Diccionario geográfico-estadístico-histórico de España y sus posesiones de Ultramar

## Política y Administración
Aunque actualmente la denominación oficial es Barrio de Sinovas, desde al Ayuntamiento de Aranda de Duero se sigue manteniendo cierto estatus de pedanía. Es por eso que Sinovas mantiene a día de hoy la figura del alcalde de barrio o alcalde pedáneo, siendo éste, el único representante electo elegido de forma democrática.
Actualmente, ostenta este cargo por quinto mandato consecutivo Miguel Ángel Gayubo.

## Economía

### Sector primario
La actividad principal es la agricultura basada en cultivos como la vid, la remolacha y el cereal entre otros. También se pueden encontrar diversas granjas, aunque la ganadería tiene un carácter puntual. Actualmente también existe una bodega vitícola registrada en la D.O. Ribera del Duero.

### Sector secundario
Sinovas no tiene ninguna actividad relacionada con la industria.

### Sector terciario
La oferta turística basada en torno a la Iglesia de San Nicolás de Bari, junto a las dos casas rurales existentes en la actualidad, son el principal reclamo.
De forma indirecta, la propia gastronomía de la Ribera del Duero y los vinos de la Denominación de Origen Ribera del Duero, influyen también de forma positiva como otros atractivos complementarios para animarse a visitar la localidad.

## Demografía
Sinovas contaba, a 1 de enero de 2022, con una población de 179 habitantes, 89 hombres y 90 mujeres.
| Gráfica de evolución demográfica de Sinovas entre 2000 y 2022                                    |
|                                                                                                  |
| Población de derecho (2000-2022) según los censos de población del INE a 1 de enero de cada año. |

## Entorno geográfico

### Ubicación

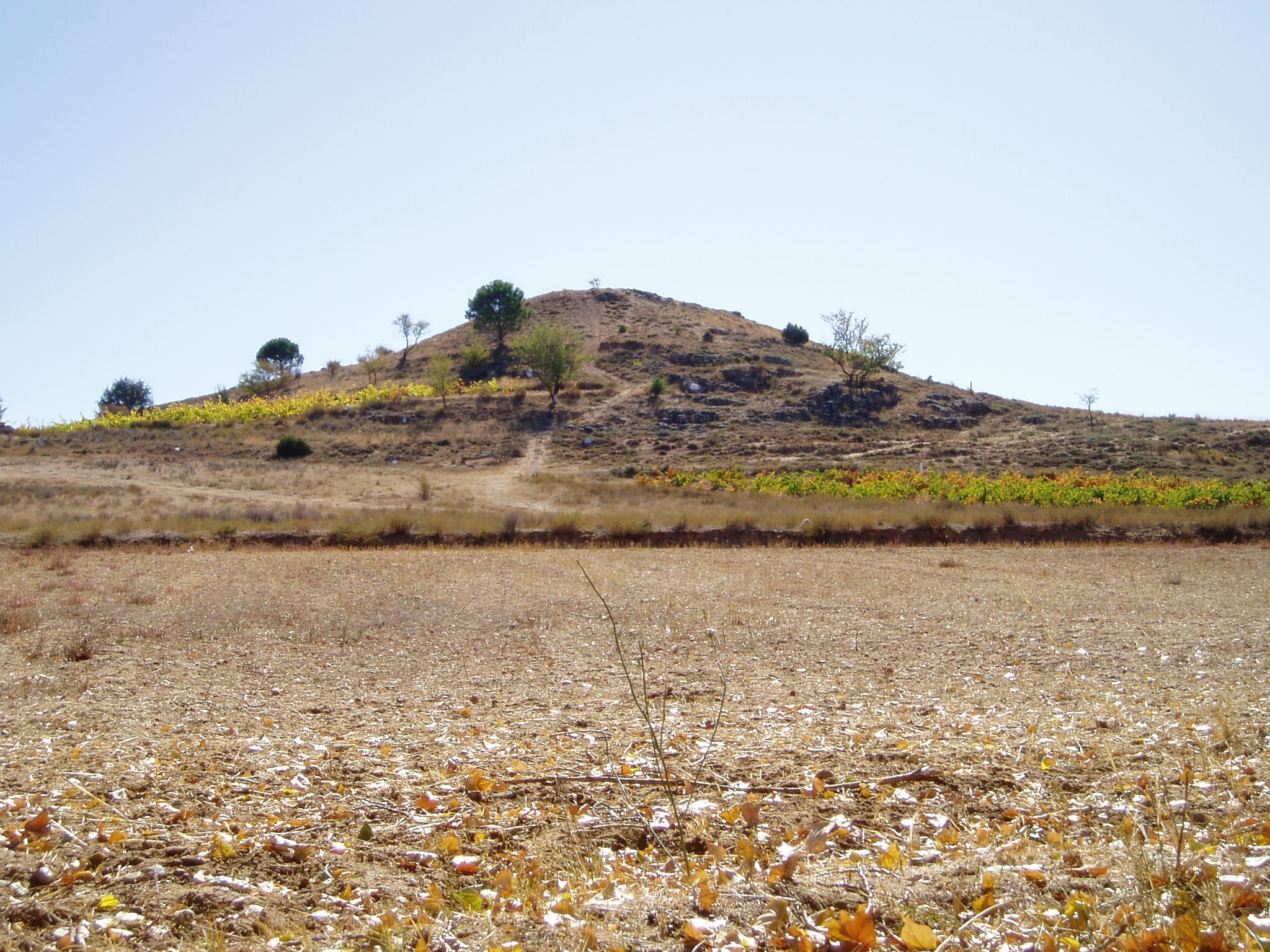
Colina de San Bartolomé.

Sinovas se ubica en el sur de la provincia de Burgos, a unos 4 km de Aranda de Duero y a unos 82 km de la capital, en la comunidad autónoma de Castilla y León (España). 

### Hidrografía y orografía
La localidad se sitúa próxima al río Bañuelos. Se trata de un paisaje sin grandes desniveles a excepción de pequeñas colinas (Por ejemplo la de San Bartolomé en la imagen), formado por las areniscas o calizas de los páramos, los suelos arenosos de las campiñas y los limo-arcillosos de la vega del citado río. 

### Clima
Se clasifica como mediterráneo continentalizado, de inviernos fríos con frecuentes heladas, y veranos suaves y secos. La oscilación térmica anual ronda los 20 °C mientras que la diaria supera en ocasiones los 15 °C. Las bajas precipitaciones se reparten de forma irregular a lo largo del año, con escasez de las mismas en verano, concentrándose al final del otoño, en los meses invernales y en primavera.
Según la clasificación climática de Köppen se encuadra en la variante Csb, es decir, clima mediterráneo de veranos suaves, con la media del mes más cálido no superior a 22 °C pero superándose los 10 °C durante cinco o más meses. Se trata de un clima de transición entre el mediterráneo (Csa) y el oceánico (Cfb).

## Monumentos y lugares de interés

### Iglesia de San Nicolás de Bari

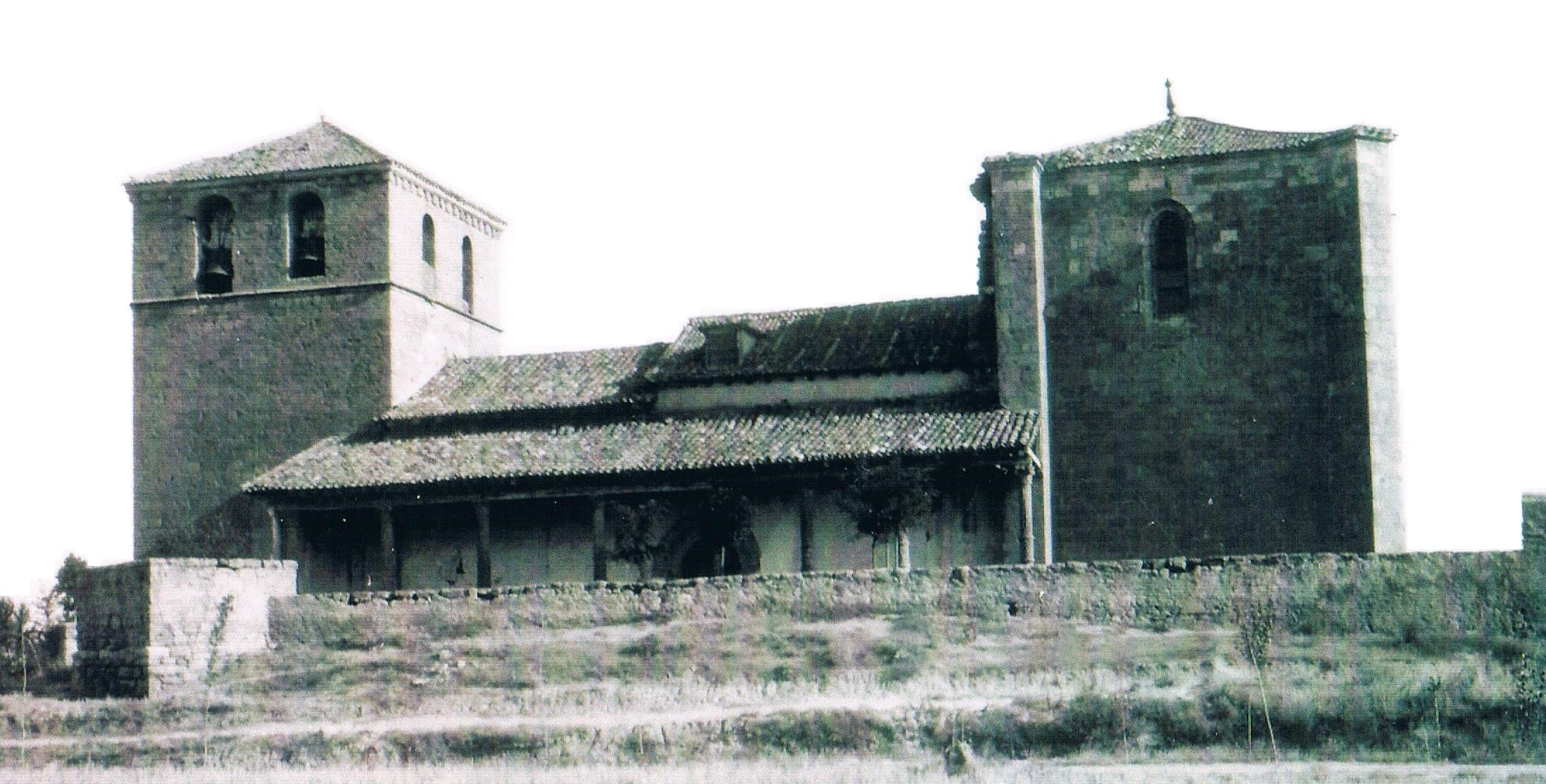
Fotografía antigua de la iglesia de San Nicolás de Bari de Sinovas.

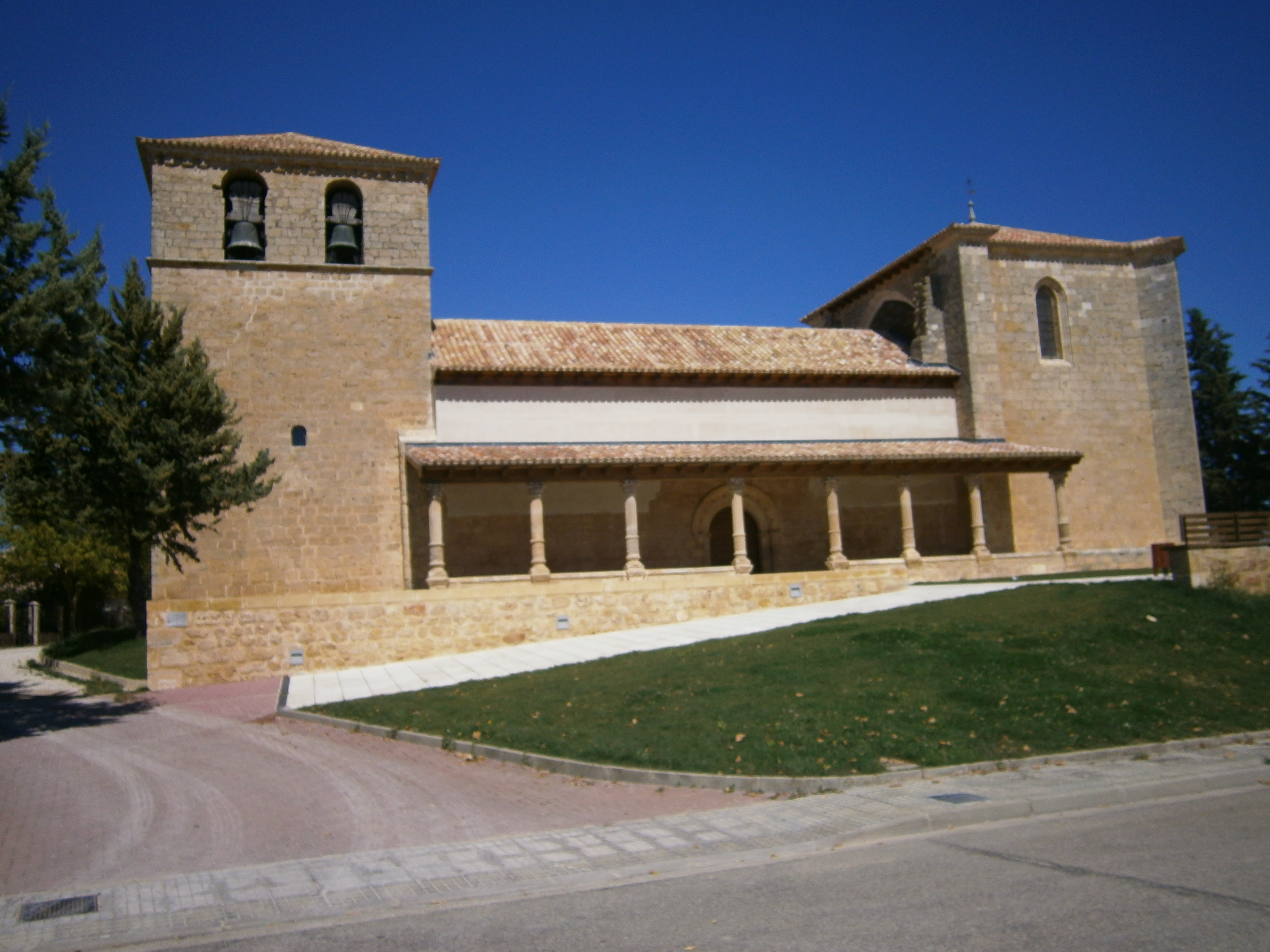
Imagen actual de la iglesia de San Nicolás de Bari de Sinovas.

#### La iglesia
Esta iglesia parroquial tiene una portada románica y en su interior se puede admirar la escalera del coro, el retablo mayor renacentista del siglo XVI. El artesonado mudéjar es una de las obras más importantes de las que se realizaron en este estilo en la Edad Media en España. 
La Iglesia de San Nicolás de Bari fue declarada Bien de Interés Cultural en la categoría de Monumento el 9 de julio de 1964.
En el 2014, San Nicolás de Bari fue una subsede de XIX edición de la exposición de Las Edades del Hombre, albergando una exposición complementaria organizada por la Archidiócesis de Burgos con piezas de la iglesia arandina de San Juan.

#### El cementerio
Junto a la iglesia se encuentra el actual cementerio, que data de finales del siglo XIX, en concreto de 1883.
Antiguamente, los cuerpos de las personas fallecidas se enterraban en tumbas situadas en los alrededores de la iglesia, tal y como quedó acreditado tras los descubrimientos realizados durante la rehabilitación llevada a cabo en la década de los años 2000.

#### Los jardines de Pompeyo Zabaco
En la calle de nombre homónimo, se encuentra una zona ajardinada con césped alrededor de la iglesia, y que junto a una pequeña zona arbolada en donde se encuentra una estatua con el busto de Pompeyo Zabaco, componen los susodichos jardines.

### La Ermita de San Bartolomé
La ermita de San Bartolomé, cuya construcción se fecha hacia 1770, es un lugar situado en un pequeño alto a pocos kilómetros de Sinovas donde se eleva una pequeña edificación moderna que sirve de resguardo. Durante las fiestas patronales, la ermita se convierte en lugar de peregrinación y en el que se celebran ceremonias litúrgicas.

### La Fuente Vieja

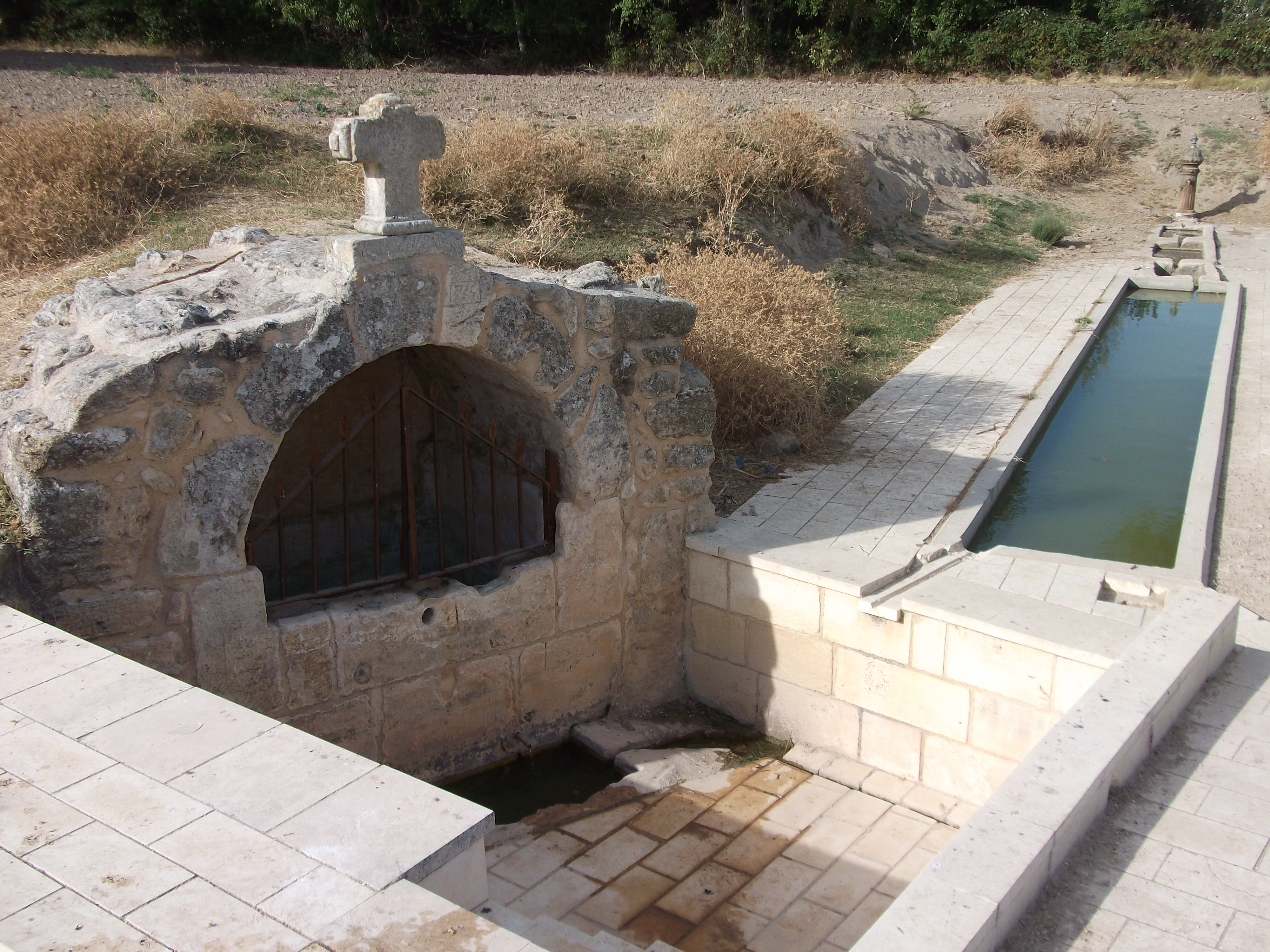
Fotografía de la Fuente Vieja de Sinovas.

La Fuente Vieja, también conocida como Fuente de San Bartolomé, es una fuente antigua que data del año 1755 y se encuentra situada entre la pedanía y la citada ermita de San Bartolomé saliendo por la calle de la Fuente. La fuente está compuesta por un pequeño caño de agua que vierte sus aguas a un abrevadero reformado en el año 2010. Anexa a la antigua fuente, se encuentra también un pilón o abrevadero más moderno de hormigón, que sustituyó a otro de piedra.

### Las bodegas
Entre bodegas (Siendo las más antiguas de los siglos XVIII y XIX), merenderos y los antiguos lagares, actualmente hay casi una cuarentena de edificaciones, algunas de las cuales están en estado de ruinas y otras son de reciente construcción. Éstas se localizan a las afueras del núcleo poblacional, saliendo por la denominada calle de las bodegas hacia la zona deportiva y tras cruzar la vía ferroviaria.
A mediados de la década del 2010, se realizó un inventario del número de bodegas subterráneas tradicionales, incluyendo los propietarios y el estado en el que se encuentran, con ánimo de plantear un proyecto de recuperación de las mismas, de forma similar a como se han ido haciendo en otros pueblos de la Ribera. Sin embargo, hasta la fecha no se ha procedido a la restauración de ninguna de ellas.

## Cultura
En la plaza de la localidad se encuentran los dos edificios culturales que existen a día de hoy y que son:
- El centro cívico: El edificio consta de dos plantas donde se llevan a cabo diversas actividades culturales, reuniones vecinales, exposiciones, etc. A pesar de ser una obra moderna y de reciente construcción, sigue sin contar con un ascensor funcional, siendo éste, un motivo constante de quejas por parte del vecindario y usuarios del local público.[26]
- La biblioteca: Se encuentra situada en la segunda planta del edificio de la asociación vecinal, y cuenta en su haber con una gran cantidad de libros de temas variopintos. Sin embargo, actualmente no tiene libre acceso ya que se encuentra restringido.

## Organizaciones
Sinovas cuenta con las siguientes organizaciones:
- La Asociación de Vecinos Amigos de Sinovas: Es una organización vecinal encargada de realizar todo tipo de actos, incluyendo las fiestas patronales.
- Las Voces de Sinovas: Se trata de una coral de canto que actúa en actos religiosos.
- Asociación Salsaranda: Es una organización cultural dedica al baile, la danza y otras actividades de índoles afines.

### Grupo de teatro
Durante la década de los 70, Sinovas contó con un grupo propio de teatro. También durante la década de los 90, algunos jóvenes realizaron representaciones teatrales durante la semana cultural de fiestas.

### Peñas
En Sinovas también han existido y existen agrupaciones o peñas, especialmente durante las fiestas populares, aunque ninguna de ellas tiene un carácter y reconocimiento oficial en la actualidad.

#### La peña El Barreño
La peña El Barreño ha sido hasta ahora la única peña oficial que ha existido en Sinovas. Fue fundada el 24 de agosto de 1978 con 15 socios, llegando a tener casi medio centenar. La sede se encontraba en el lagar llamado "El Nuevo" y la vestimenta se componía de camiseta blanca, pantalón azul marino con ribete rojo a los costados, chaleco rojo, alpargatas y boina roja y azul y faja colorada.

## Transportes

### Carretera
Por el municipio discurre únicamente una carretera: La carretera autonómica  BU-910 , que discurre entre Aranda de Duero y Caleruega.
Tras años de reivindicaciones por parte de los lugareños, actualmente existe un servicio regular de autobús urbano.

### Ferrocarril
A pesar de que a escasos metros del núcleo urbano, y dividiendo la zona deportiva de las bodegas, atraviesa la línea Madrid–Burgos; línea abierta en 1968 y cerrada después de sólo 44 años en 2012 tras su abandono por el cese definitivo del tráfico de mercancías, no hay estación o apeadero.

### Carril bici
Desde Aranda de Duero llega el carril bici que cuenta además con iluminación nocturna.

## Gastronomía
La gastronomía de Sinovas es la típica de la Ribera del Duero, es decir, productos ampliamente conocidos tales como el vino, el lechazo asado, la morcilla de Aranda, la torta de Aranda o las chuletillas de cordero entre otros, destacando también los productos artesanos, algo menos conocidos, como los cangrejos, las sopas de ajo, productos de repostería, las verduras y frutas provenientes de la huerta, la miel, el pacharán, los licores o las limonada de vino caseras, por citar algunos ejemplos.

## Deporte

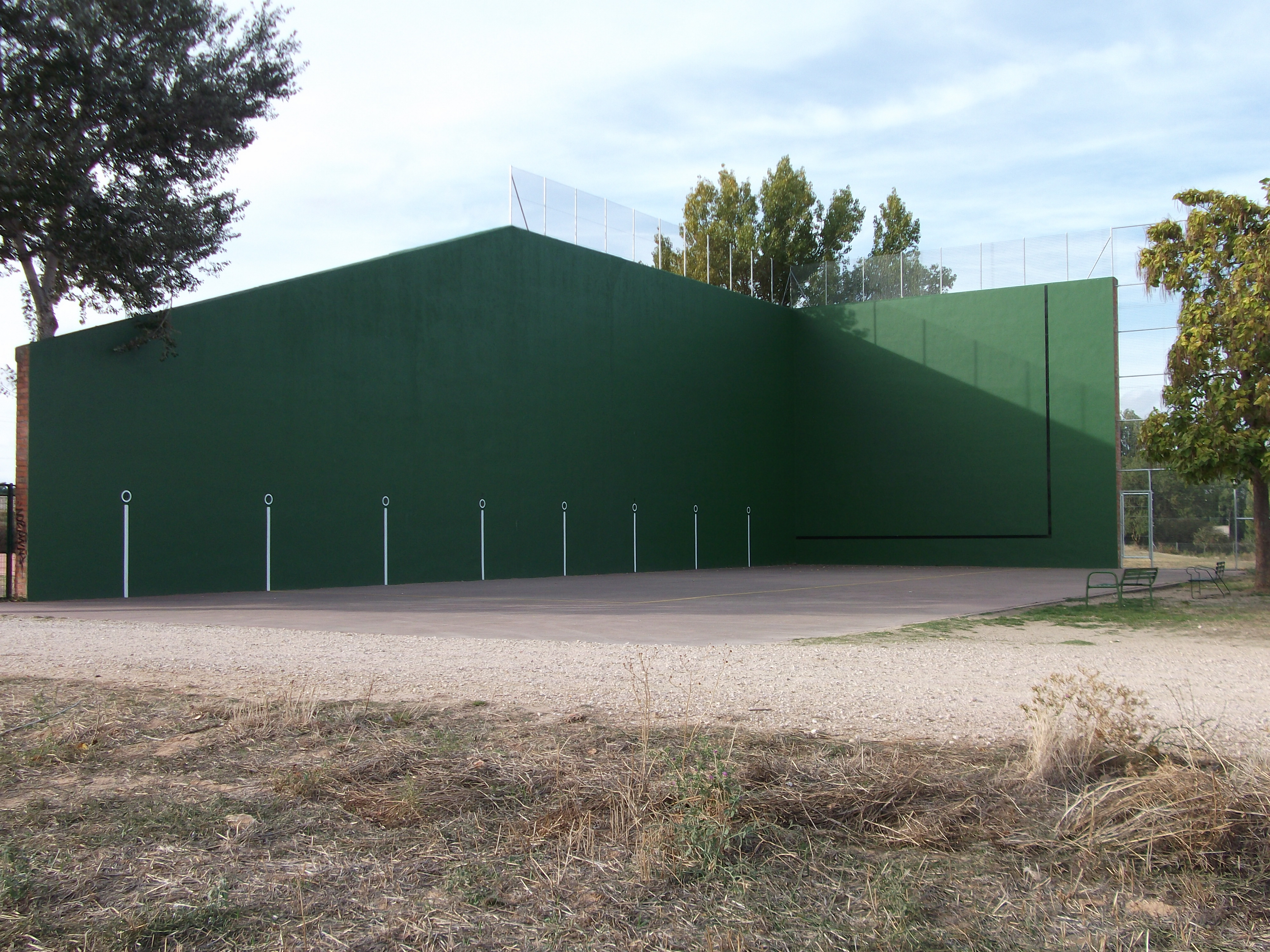
El frontón de Sinovas.

Sinovas no tiene ninguna entidad deportiva, a pesar de tener unas instalaciones deportivas.

### Instalaciones deportivas
Las instalaciones deportivas están compuestas por:
- Un frontón.
- Un campo de fútbol.
- Una pista polideportiva para modalidades deportivas como futbito, baloncesto y balonmano.[35]

## Fiestas patronales
Las fiestas patronales de esta pedanía son en honor del apóstol San Bartolomé. Durante 9 días, en torno al 24 de agosto, se celebran cada año diversos actos deportivos, culturales, gastronómicos y religiosos, de entre los que destacan los siguientes:

### Los Premios Albillo
Los Premios Albillo (En honor a la uva Albillo) es el nombre que recibe el certamen de vino cosechero. Se celebra desde 2004 y existen 2 categorías de premios para los vinos tintos y claros que se presentan al concurso; Los premios otorgados por parte del jurado profesional, y los que otorga el público asistente, siendo ésta modalidad de reconocimiento una característica reseñable y pionera en el mundo del vino de la zona, tan popularizada por la Denominación de Origen Ribera del Duero.

### Certamen de Pacharán Casero
El certamen de pacharán casero de la Ribera del Duero es un concurso pionero en la zona de la Ribera del Duero sobre pacharán, cuya primera edición se celebró en esta localidad burgalesa en agosto de 2014, contando con la participación de siete concursantes y una gran afluencia de público. En la segunda edición, dobló el número de participantes. Actualmente es un evento de referencia a nivel nacional.

### Carrera Urbana
Es un cross popular de atletismo conocido como la "Doble Milla" por la distancia a recorrer en las categorías de adultos (3.650 metros aproximadamente). Desde sus inicios en el año 2009, el recorrido ha discurrido siempre por las calles y caminos cercanos de la pedanía.
Existen diversas categorías, desde niños hasta adultos, y ha llegado a contar en alguna edición con la participación de Celia Antón Alonso (Campeona de España en categorías juveniles y subcampeona de Europa), y otros corredores profesionales en categorías inferiores, senior y veteranos, de nivel nacional y europeo, pese a no haber grandes premios y tener un carácter popular. Además, cuenta de forma habitual con la presencia de Juan Carlos Higuero como comentarista de la carrera.

### Campeonato de futbito
Desde el año 2011, tras la creación de la nueva pista polideportiva, se celebra un torneo de futbito que ha contado en todas las ediciones con equipos provenientes de diversas localidades próximas a Sinovas. 

### Concurso gastronómico
Desde el año 2009 se lleva celebrando una competición culinaria denominada Tradicional concurso gastronómico de San Queremos que varía cada año, celebrándose desde competiciones de tortillas, pasando las tapas y los pinchos, hasta incluso postres.

### Open Radio Control
Durante dos años; 2006 y 2007, se disputó en esta localidad la primera y segunda edición respectivamente del Open Radio Control de Coches Teledirigidos. Con motivo de las reformas del antiguo campo de fútbol (Actual pista polideportiva) donde se llevaba a cabo esta competición, dejó de celebrarse. 

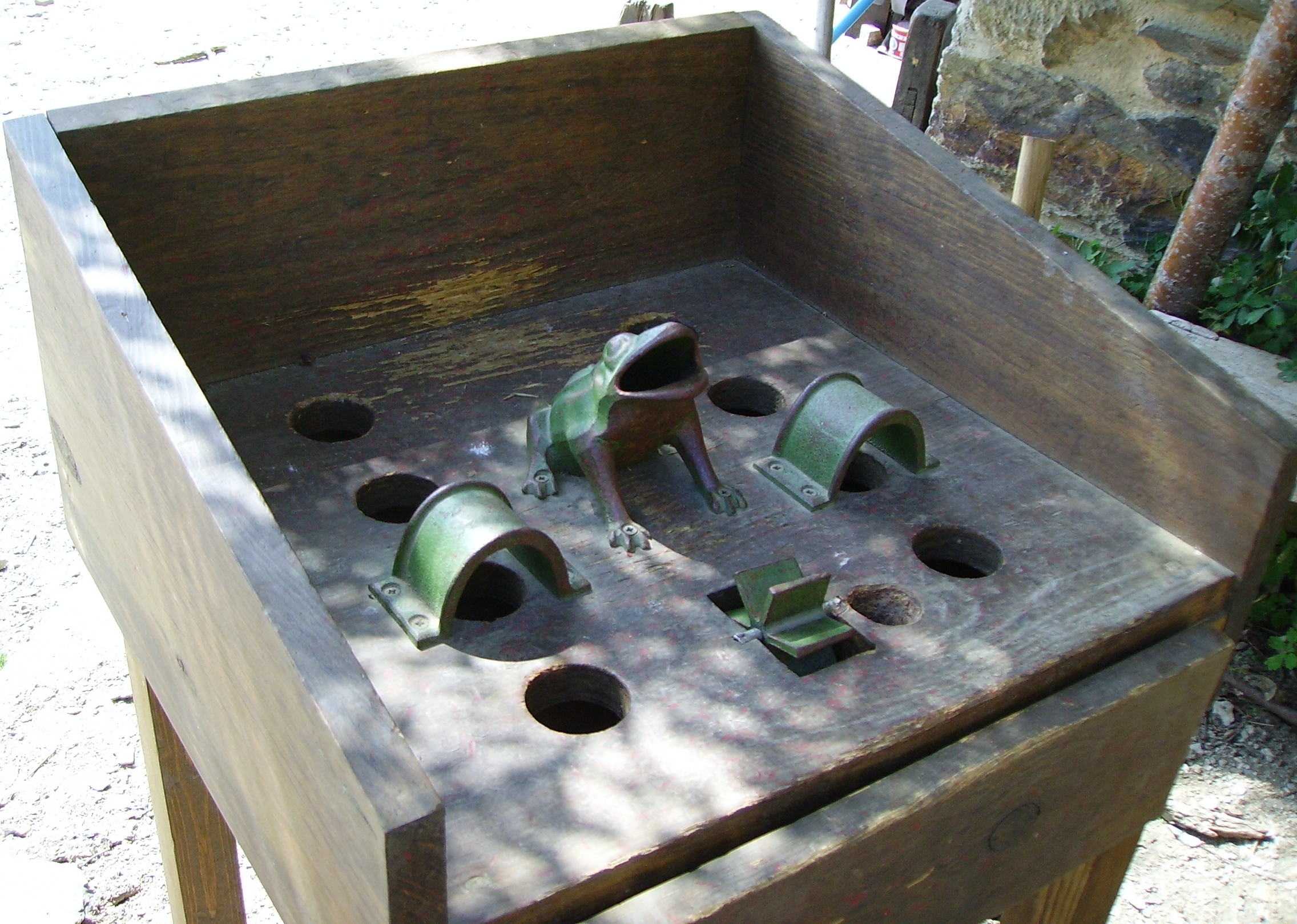
Juego de la Rana.

### Otros campeonatos y concursos
También se han celebrado o se siguen celebrando durante las fiestas patronales otros campeonatos:
| - Campeonato de tanguilla. - Campeonato de bolos. - Campeonato de la rana. - Campeonato de frontenis. - Campeonatos de cartas o naipes. - Concurso de disfraces. - Gymkana Popular. | - Campeonato de lanzamiento de boina. - Campeonato de lanzamiento de mocheta (Azada). - Campeonato de chapas. - Concurso de refranes. - Concurso infantil de dibujo. - Concurso de poemas. - Campeonato de bicicleta todo terreno (BTT), conocida actualmente como "Bartolo Bike Race". |

## Otras festividades y actividades
Además de las fiestas patronales, durante el resto del año también tienen lugar otras festividades.

### La fiesta de la matanza
La fiesta de la matanza son unas jornadas gastronómicas que se llevan a cabo durante dos fines de semana del mes de enero y consisten en rememorar la antigua tradición de la matanza del cerdo.

### Santa Águeda
El 5 de febrero de cada año, se celebraba dicha festividad dedicada especialmente a las mujeres, acompañada de los dulces conocidos como "Teta de Santa Águeda".
Antiguamente, existía en el siglo XV una ermita, de estructura sencilla, dedicada a Santa Águeda en el término de la Rastrilla.

### Las Marzas
En Sinovas, las marzas tienen lugar la última noche del mes de febrero. La importancia de esta festividad es tal, que hay una calle denominada Las Marzas.
Esta celebración tiene su origen antiguamente, en los quintos; jóvenes en edad de hacer el servicio militar. Éstos, eran repartidos en dos grupos liderados por un jefe llamado caporal y eran acompañados por un recolector o tesorero llamado bolsero. Recorrían las calles parándose en cada casa cantando unas coplas, llamadas marzas, que se cantaban a la naturaleza, a las labores del campo, al transcurrir del año y sobre todo al amor y a las mozas de la localidad. Cada cantor, llamado marzante o marcero, llevaba un bastón para golpear la puerta de los vecinos al tiempo que se pedían productos caseros: chorizos, huevos, morcillas, panceta, nueces, vino, pastas, leche. Tal es la tradición de este acto, que Sinovas tiene dedicada una calle a las marzas.

### La Romería de San Marcos
Es una romería que parte desde la propia pedanía hasta llegar a la ermita de la Virgen de las Viñas, situada a unos tres kilómetros. Ya en la ermita, se realiza una tradicional merienda con tortilla de chorizo, torta de pan y el botijillo, amenizado con música de charangas y juegos populares como las carreras de sacos, la gallinita ciega, el pañuelo, etc.
Sinovas tiene tal especial devoción por esta festividad que incluso tiene una calle dedicada a San Marcos. Además, son los únicos arandinos que mantuvieron la tradición de esta romería, que actualmente se celebra el 23 de abril (día de la comunidad de Castilla y León) en colaboración con la Asociación Cultural La Tanguilla.

### El Corazón de María
El Corazón de María se lleva a cabo durante el último fin de semana del mes de mayo desde 1915 aproximadamente, como consecuencia de las predicaciones del misionero claretiano Damián Janáriz.

### La Romería a la Ermita de San Isidro
Se trata de una romería realizada el día del patrón San Isidro Labrador (El 15 de mayo de cada año) a la propia Ermita de San Isidro; Ermita situada entre Aranda de Duero y Sinovas cuya construcción data del año 1717.

### San Nicolás de Bari
Antiguamente este santo representaba los días principales de fiestas, pero cayó en el olvido por la fecha en la que se celebra; el 6 de diciembre, pasando a ser San Bartolomé el protagonista actual.

### Plogging
En la actualidad, Sinovas también celebra otra serie de actividades festivas que no tienen un origen religioso, destacando por el ejemplo las actividades medioambientales como la "Jornada de Plogging".

### Festividad de los carnavales
El Domingo Gordo, situado antes del Martes de Carnaval, en la Quinquagésima, era antiguamente la festividad de los niños.

### San Matías
Al igual que los niños disfrutaban del carnaval y las mujeres de Santa Águeda, los hombres tenían cada 14 de mayo a San Matías, como su festividad.

### Villancicos
Durante las épocas navideñas se realiza también una cantada de villancicos.